# Inaguaboself
De inaguaboself (Nesophlox lyrura) is een vogel uit de familie Trochilidae (kolibries).

## Verspreiding en leefgebied
Deze soort komt voor op het eiland Great-Inagua, een eiland van de Bahama's.